# Usterbrand

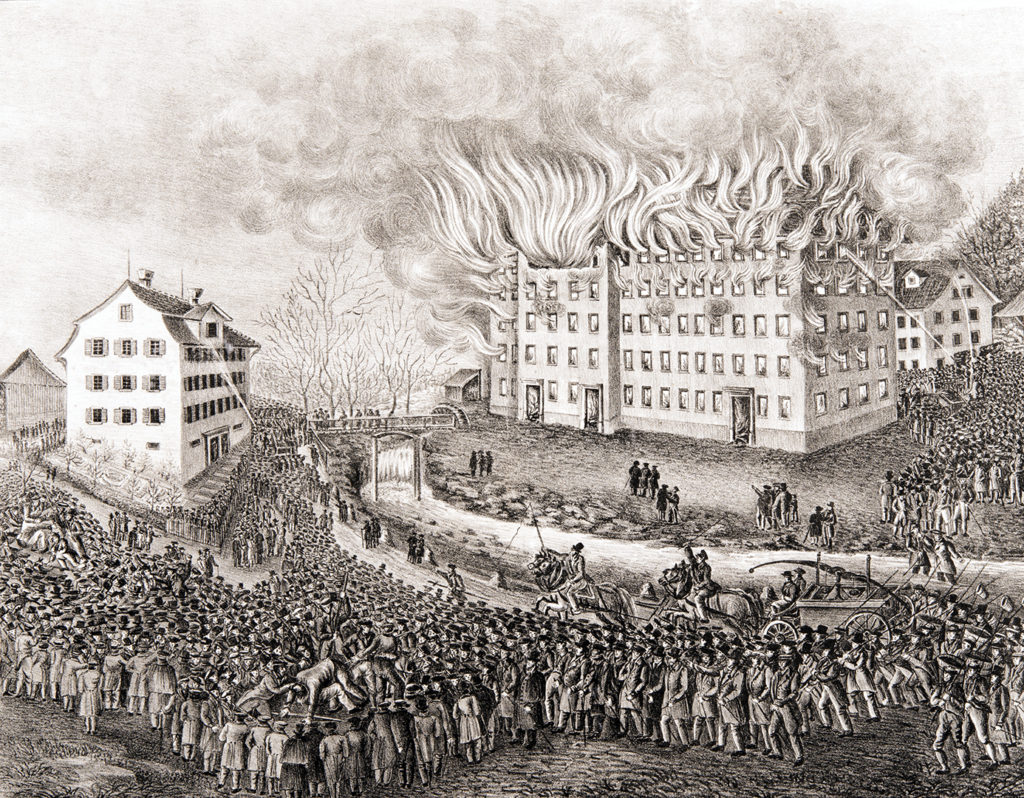
Usterbrand

De Usterbrand (Duits: Usterbrand; Frans: incendie d'Uster; Italiaans: incendio di Uster) was een brand in de Zwitserse gemeente Uster, in het kanton Zürich, op 22 november 1832. Deze brand was de grootste daad van het luddisme in Zwitserland.

## Verloop van de feiten
Op 22 november 1832, bij de herdenking van de tweede verjaardag van de zogenaamde Usterdag in 1830, plunderde een opgehitste menigte de spinnerij en mechanische weeffabriek Corrodi & Pfister in Oberuster, waarop de fabriek in brand werd gestoken. Deze plundering en brandstichting was het gevolg van de totale ontreddering bij kleine stoffenfabrikanten en thuiswevers in het Zürcher Oberland. Hun eerdere acties in 1830 hadden reeds tot gevolg dat het zittende conservatieve stadsbestuur van Zürich was afgetreden, doch de door de liberalen gedomineerde Kantonsraad van Zürich ging niet in op hun voornaamste eis, namelijk het verbieden van weefmachines.
Na de brandstichting werden in Uster en in het Zürcher Oberland vijfenzeventig mensen gearresteerd. De hoofdbeklaagden werden in 1833 tot lange gevangenisstraffen veroordeeld wegens brandstichting, maar kregen amnestie na de zogenaamde Züriputsch in 1839.